# Gymnomystax mexicanus
El chango oriolino o turpial maicero (Gymnomystax mexicanus) es una especie de ave paseriforme de la familia Icteridae. Su género, Gymnomystax, es monotípico.
Se lo encuentra en Brasil, Colombia, Ecuador, Guayana francesa, Guyana, Perú, Surinam y Venezuela.
Sus hábitats natural son bosques subtropicales o tropicales de tierras húmedas, zonas de arbustos subtropicales o tropicales, tierras bajas húmedas o inundables con pastizales, y pantanos.